# اتحاد الدول الإفريقية
اتحاد الدول الإفريقية، ويُطلق عليه أحيانًا اتحاد غانا وغينيا ومالي، هو منظمة إقليمية ضعيفة ولم تدم طويلًا، تأسست في عام 1958 لربط دولتي غانا وغينيا في إفريقيا الغربية باتحاد الدول الإفريقية المستقلة. انضمت مالي إلى الاتحاد في عام 1961، لكن الاتحاد انحلّ في عام 1963.
خطط الاتحاد لإنشاء عملة مشتركة وتوحيد التجارة الخارجية بين الدول الأعضاء، لكن الدول لم تطبّق أيًا من المقترحات السابقة. كان الاتحاد أول منظمة إفريقية تجمع مستعمرات بريطانيا وفرنسا السابقة، ومع أن الانضمام إلى الاتحاد كان مفتوحًا لكافة الدول، لم تنضمّ إليه أي دولة أخرى. كان تأثير الاتحاد على السياسية محدودًا، فلم تجرِ الدول الأعضاء اجتماعات إدارية أو دائمة لدعم أهداف هذا الاتحاد. الإرث الرئيس الذي خلّفه الاتحاد هو العلاقات السياسية طويلة المدى بين كوامي نكروما (رئيس غانا ورئيس وزرائها بين عامي 1957 و1966) وأحمد سيكو توري (رئيسي غينيا بين عامي 1958 و1984) وموديبو كيتا (رئيس مالي بين عامي 1960 و1968). برزت أخبار الاتحاد مجددًا عندما نُصّب نكروما رئيسًا مشتركًا لغينيا بعدما أُطيح به في انقلابٍ عسكري في غانا عام 1966.

## خلفية
شهدت مستعمرات غينيا وساحل الذهب الإنجليزي (والتي ستصبح دولة غانا) والسودان الفرنسي (والذي سيصبح دولة مالي) تجارب مختلفة إبان مرورها بمرحلة إنهاء استعمار إفريقيا. كانت مستعمرتا السودان الفرنسي وغينيا مستعمرتين فرنسيّتين، ومُنحتا فرصة الاقتراع بهدف الحصول على الاستقلال الفوري أو الانضمام إلى المجتمع الفرنسي المنظم مجددًا بعد أزمة مايو لعام 1958 (وهو المجتمع الذي يمنح سيادة محلية مستقلة للدول الأعضاء، في حين تتبع الأخيرة سياسات فرنسا الدفاعية والاقتصادية). كانت غينيا المستعمرة الفرنسية الوحيدة التي صوتت للاستقلال الكامل في إفريقيا عام 1958. في المقابل، كان ساحل الذهب الإنجليزي مستعمرة بريطانية حصلت على استقلالها في مارس عام 1957، وعُرفت بعدها باسم غانا، ثم انضمت إلى دول الكومنولث.
استمرّت تلك الاختلافات في فترة ما بعد الاستقلال. بدأت الحكومة الفرنسية، بتشجيع من ساحل العاج، الانسحاب الكامل للموظفين الفرنسيين من غينيا وتعليق المساعدات بعدما أعلنت البلاد استقلالها. أدت هذه الأفعال إلى اضطراب اقتصادي في البلاد، ما دفع باقي المستعمرات إلى الإحجام عن الاستقلال. انضم السودان الفرنسي إلى السنغال لتأسيس اتحاد مالي في عام 1960، لكن هذا الاتحاد لم يستمرّ سوى بضع أشهر، فأدى العناد السياسي إلى انحلال الاتحاد في شهر أغسطس من عام 1960. في المقابل، كانت غانا المثال الناجح عن الدولة التي تخلصت من مرحلة إنهاء الاستعمار وأصبحت دولة ذات اقتصاد مزدهر، ونالت اعتراف المنظمات العالمية بذكاء نظام الإدارة المالية الذي اتبعته.
اتفق قادة الدول الثلاث على رؤية مشتركة لمستقبل إفريقيا بصرف النظر عن تلك الاختلافات السابقة. كان كوامي نكروما وأحمد سيكو توري وموديبو كيتا من الشخصيات الرئيسة المعادية للاستعمار في بلدانهم، ومن أوائل الزعماء بعد الاستقلال أيضًا. فوق ذلك، أصبح كلّ واحدٍ منهم شخصية بارزة في حركة الوحدة الإفريقية، وكانوا مهندسي نظرية الاشتراكية الإفريقية.
كان الهدف من إنشاء هذا الاتحاد هو تقليص اعتماد الدول على القوى الاستعمارية السابقة، فحجم الاتحاد الكبير يقلل من ضعف الدول الاقتصادي، ويعزز برامج التنمية الاقتصادية، ويقلّص تدخل الدول الأجنبية. كان الهدف النهائي من اتحاد غانا ومالي وغينيا هو انضمام مزيد من الدول إلى الاتحاد، لكن معظم الدول الإفريقية -بين عامي 1963 و1965- فضّلت الانضمام إلى منظمة الوحدة الإفريقية بدلًا من الانتماء إلى اتحاد رسمي. تأثر نكروما بالولايات المتحدة، وعدّها نموذجًا ناجحًا بالإمكان محاكاته لتنظيم اتحاد إفريقي.

## تأسيس الاتحاد
التقى نكروما وتوري في كوناكري عاصمة غينيا في نوفمبر عام 1958، بالتزامن مع إيقاف المساعدات الفرنسية فجأة وسحب الموظفين، والهدف من اللقاء هو مناقشة إمكانية حصول غانا على قرض طارئ من غينيا. أعلن الزعيمان في 23 نوفمبر عن خطة لتأسيس اتحاد من الدول الإفريقية، وسعيهما إلى إجراء سلسلة من اللقاءات بخصوص القرض، والذي سيكون الخطوة الأولى في طريق الدولتين إلى الاتحاد. أُعلن عن تأسيس اتحاد الدول الإفريقية المستقلة بعد تلك المفاوضات في 1 مايو عام 1959. كانت الاتفاقية فضفاضة جدًا، ولم تطالب الدول الأعضاء سوى بالعمل سوية من أجل تقوية الروابط مع الدول الإفريقية الأخرى. وهكذا، اتصف الاتحاد بالبراغماتية أكثر من كونه اتحادًا طموحًا، وذلك وفق كلمات الصحفي راسل وارن هاو. أعلنت الدولتان عن نيّتهما تأسيس عملة مشتركة (والتخطيط لتأسيس مصرفٍ اتحاديّ ومجلسٍ اقتصادي اتحادي أيضًا) وجنسيّة مشتركة، لكن الاتحاد لا يشمل توحيد أحكام سياستي الدفاع والخارجية تجاه الدول الواقعة خارج القارة الإفريقية. لم يحدث شيء ملموس على أرض الواقع، بخلاف تلك التصريحات، لسكّ عملة مشتركة أو تأسيس هوية وطنية موحدة بين الدولتين في عامي 1958 و1959. كان الإنجاز الفعلي الوحيد للاتحاد هو القرض الذي مُنح إلى غينيا بقيمة 10 ملايين جنيه إسترليني (نحو 239 مليون جنيه إسترليني بأموال اليوم). مع ذلك، ترددت الدول في الموافقة على هذا الاتحاد، فلم تستخدم غينيا سوى أقل من نصف القرض الذي وفّرته غانا على الرغم من استمرار المشكلات الاقتصادية في البلاد.
احتوت دساتير كلّ من غانا ومالي وغينيا أحكامًا تتيح للبرلمانات الوطنية في كلّ دولةٍ نقل سيادة كامل البلاد أو جزء منها، والهدف هو تسهيل عملية خلق اتحاد الدول الإفريقية.
في نوفمبر عام 1960، وعقب الانتهاء المضطرب لاتحاد مالي في شهر أغسطس، بدأت المحادثات مع مالي للانضمام إلى الاتحاد وتوسيعه. وصلت المفاوضات إلى ختامها في 1 يوليو عام 1961 بعد نشر وثيقة تأسيس اتحاد الدول الإفريقية الجديد في كلّ من عواصم الدول الثلاث. هدف اتفاقية الاتحاد إلى تحقيق الأمن الجماعي (الاتفاق على أن الهجوم على أيٍّ من الدول الأعضاء يعني هجومًا على كافة الدول) وتشارك النشاطات الدبلوماسية والاقتصادية والتعليمية والثقافية. بقي الاتحاد متقلقلًا، لكن قادته آمنوا أنهم يشيّدون أساسات اتحاد أقوى وأكبر بين الدول الإفريقية. في الأول من يوليو أثناء احتفالية توقيع الاتفاقية، أعلن نكروما أن الاتحاد سيكون «نواة الولايات الإفريقية المتحدة». من الناحية الدبلوماسية، أصبح الاتحاد جزءًا جوهريًا من جمعية الدار البيضاء، واتفق أعضاؤه الثلاثة على اعتماد سياسة مشابهة في الجمعية أيضًا. وعلى هذا النحو، اتبع زعماء الدول سياسةً مشابهة في أحداث الحرب الباردة، فروّجوا للتدخّل السوفيتي في حركة عدم الانحياز. ناقشت مالي وغانا إنشاء برلمان مشترك، لكن هذا البند لم يُدرج في الاتفاقية النهائية. طُرحت مشكلات أخرى، مثل إيجاد علم موحّد للدول الثلاث واتباع سياسات اقتصادية وخارجية موحدة وتأسيس دستور مشترك، لكن الزعماء الثلاثة لم توفّر تفاصيلًا كافية لحل تلك المشكلات في الاجتماعات الدورية. لم تُؤسس أي إدارة مشتركة، وكانت الاجتماعات بين زعماء الدول الأعضاء هي الطريقة الوحيدة لتسيير أمور الاتحاد.
واجه الاتحاد سلسلة من المشكلات الكبيرة منذ تأسيسه. فصلت عدة دولٍ إفريقية بين غانا وغينيا جغرافيًا، مثل ساحل العاج وسيراليون، وفصلت جمهورية فولتا العليا بين غانا ومالي. حاول الزعماء سدّ هذه الفجوة الحدودية عبر ضم فولتا العليا إلى الاتحاد، لكن المحاولات فشلت على الرغم من المقترحات العديدة التي طرحها نكروما بخصوص هذا الشأن.